# بنداز گردن اون
«بنداز گردن اون» (به انگلیسی: Blame It) تک‌آهنگی از هنرمند اهل ایالات متحده آمریکا جیمی فاکس، تی-پین است که در سال ۲۰۰۹ میلادی منتشر شد.